# Rifiuti di Gesù
I rifiuti di Gesù si riferiscono ad alcuni episodi dei vangeli canonici, dove Gesù subisce un rifiuto da parte di qualcuno.

## Rifiuto di Gesù a Nazaret
I vangeli sinottici raccontano che Gesù si recò a Nazaret, città dove era cresciuto, per insegnare nella sinagoga ma fu rifiutato dai suoi concittadini. Il vangelo secondo Marco e il vangelo secondo Matteo presentano l’episodio in uno stadio avanzato del ministero di Gesù in Galilea e riferiscono che Gesù, a differenza che in altri luoghi, fu accolto con scetticismo ed etichettato come “il carpentiere” o “il figlio del carpentiere”. Il vangelo secondo Luca pone invece l’episodio nella fase iniziale del ministero di Gesù e riferisce che i nazareni si arrabbiano con Gesù, lo cacciano dalla sinagoga e lo conducono fino al ciglio del monte su cui sorgeva Nazaret con l’intenzione di buttarlo giù, ma non ci riescono perché Gesù passa in mezzo a loro e va via. Alcuni studiosi mettono in dubbio la storicità di questo particolare narrato da Luca perché Nazaret non sorge su una collina, mentre altri ritengono che possa riferirsi al Monte del Precipizio, una collina che si trova a circa 2 Km dall'abitato.

## Rifiuto di Gesù in Samaria
Il vangelo secondo Luca racconta che Gesù, durante il viaggio verso Gerusalemme, mandò i suoi discepoli a precederlo in un villaggio della Samaria posto lungo la strada, ma gli abitanti, saputo che andava a Gerusalemme, si rifiutarono di accoglierlo, a causa delle dispute con i giudei riguardo al Tempio di Gerusalemme. I discepoli chiesero a Gesù di fare scendere dal cielo il fuoco sul villaggio, ma Gesù li invitò a proseguire il viaggio.

## Abbandono di molti discepoli
Il vangelo secondo Giovanni riporta che molti discepoli abbandonarono Gesù dopo che disse che coloro che non avrebbero mangiato suo corpo e bevuto il suo sangue non avrebbero avuto la vita eterna. Gesù chiese ai dodici apostoli se volevano andarsene anche loro e Pietro rispose: "Signore, da chi andremo? Tu solo hai parole di vita eterna."